# Teresa z Saksonii-Hildburghausen
Teresa Charlotta Luiza z Saksonii-Hildburghausen (ur. 8 lipca 1792 w Seidingstadt, zm. 26 października 1854 w Monachium) – królowa Bawarii.

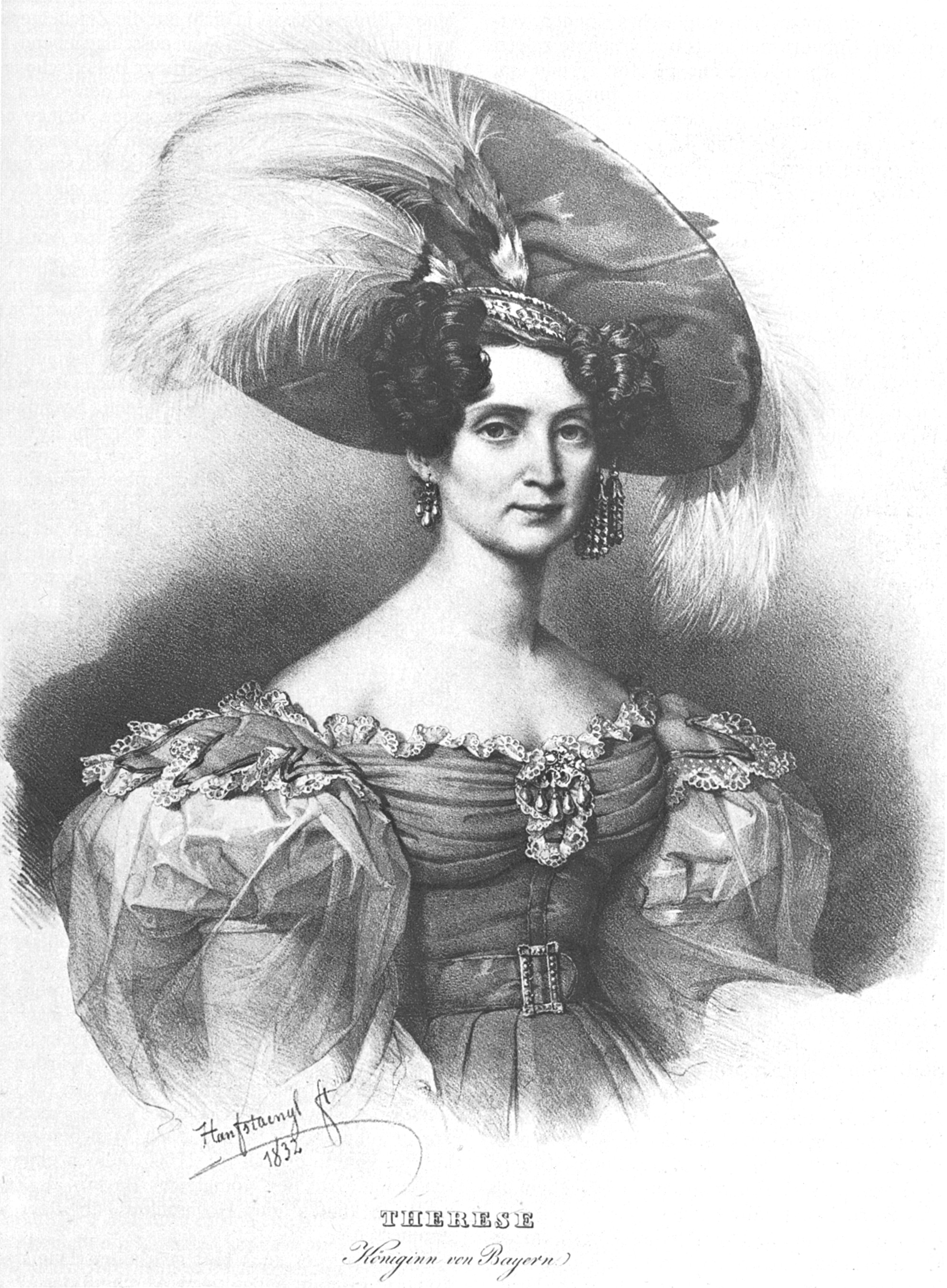
Królowa Teresa

Teresa była córką Fryderyka, księcia Saksonii-Altenburg oraz jego żony Charlotty Luizy z Meklemburgii-Strelitz. W 1810 wyszła za mąż za bawarskiego następcę tronu Ludwika. Ich ślub uczczono pierwszym Oktoberfestem. Ludwik często zdradzał małżonkę. Teresa zajmowała się m.in. biurem króla Ludwika.
Z ich związku na świat przyszło ośmioro dzieci:
- Maksymilian II (1811–1864), król Bawarii w latach 1848–1864,
- Matylda (1813–1862),
- Otto (1815–1867), król Grecji w latach 1832–1862,
- Theodelinde (1816–1817)
- Luitpold (1821–1912), książę-regent Bawarii w latach 1886–1912,
- Adelgunde (1823–1914), poślubiła Franciszka V, księcia Modeny,
- Hildegarde (1825–1864),
- Adalbert (1828–1875).